# Noorse spitssnuitzandworm
De Noorse spitssnuitzandworm (Limnodriloides scandinavicus) is een ringworm uit de familie van de Naididae. De wetenschappelijke naam van de soort werd in 1982 voor het eerst geldig gepubliceerd door Erséus.